# Jämtkraft Arena
A Jämtkraft Arena egy futballstadion Östersundban, Svédországban. A stadiont 2007-ben építették, teljes kapacitása eléri 6 626 főt. A hivatalos papírok szerint 3 bérlője van a stadionnak: A teljes másodosztályú Svéd labdarúgó-bajnokság, és két östersundi labdarúgócsapat (Östersunds FK, Östersunds DFF). Itt rendezték az első, 2014-es ConIFA labdarúgó-világbajnokságot.

## Fordítás
Ez a szócikk részben vagy egészben  a   Jämtkraft Arena című a Wikipédia-szócikk ezen változatának fordításán alapul.  Az eredeti cikk szerkesztőit annak laptörténete sorolja fel. Ez a jelzés csupán a megfogalmazás eredetét és a szerzői jogokat jelzi, nem szolgál a cikkben szereplő információk forrásmegjelöléseként.